# Village Roadshow
Die Village Roadshow Limited (VRL) ist ein 1954 gegründeter australischer Konzern der Unterhaltungsindustrie mit Sitz in Melbourne. Das Unternehmen betreibt über verschiedene Tochtergesellschaften Themenparks sowie Kinos, produziert und vertreibt Spielfilme und unterhält eigene Filmstudios.

## Geschichte
Roc Kirby gründete im Jahr 1954 unter dem Namen Village Drive-Ins im Melbourner Vorort Croydon eines der ersten australischen Autokinos. In den Folgejahren expandiert das Familienunternehmen und das Geschäftsfeld wurde auch auf indoor Kinos in den großen Ballungszentren ausgeweitet. Das Unternehmen firmierte ab da unter Village Drive-ins and Cinema In den 1960er Jahren folgte der Filmverleih und ab 1970 auch die eigene Filmproduktion. In den 1980er Jahren wurde verstärkt in große Multiplex-Kino-Center investiert. Um den dazu erforderlichen Kapitalbedarf zu decken, folgte 1988 nach der Übernahme der De Laurentis Entertainment Limited der Börsengang und die Umfirmierung in Village Roadshow Limited. Die Aktienmehrheit hielten weiterhin die Familien Kirby und Burke. Weitere Expansionen folgten mit Kinos in 20 Ländern und der Erweiterung des Geschäftsfeldes auf den gesamten Entertainmentbereich. Dazu gehörten der Kauf und die Entwicklung der Freizeitparks: Wet'n'Wild (ursprünglich Cades County) im Jahr 1989, Warner Bros. Movie World 1992 und die Übernahme von Sea World. 1993 erwarb Village Roadshow das Triple M-Funknetz. 2006 wurde das australische Outback Spectacular eröffnet und 2008 die Village Roadshow Entertainment Group gegründet, die neben dem in Los Angeles ansässige Entertainment-Geschäft auch das Village Roadshow Pictures Filmproduktions- und Vertriebsgeschäft umfasste sowie bis März 2013 die Concord Music Group. 2013 eröffneten die Wasser-Parks Wet'n'Wild Las Vegas und Wet'n'Wild Sydney.
Village Roadshow kofinanzierte und produzierte zwischen 2014 und 2015 sieben Filme, darunter Mad Max: Fury Road und American Sniper.
2015 wurden von der Village Roadshow Entertainment Group für geplante Produktionen in Höhe von 480 Mio. USD 325 Mio. USD über eine Anleihe refinanziert. Die Anleihe wurde von J.P. Morgan Securities LLC platziert. Das Kapital kam von einem Konsortium der Investoren Vine Alternative Investments, Falcon Investment Advisors und Village Roadshow Limited.

## Unternehmensstruktur
Village Roadshow ist eine an der Australian Securities Exchange notierte Aktiengesellschaft. Sie betreiben 722 Kinos in Australien, Singapur und den USA. Das Unternehmen hat bis 2016 über 85 Filme, teilweise in Zusammenarbeit mit Warner Bros. Entertainment und Sony Pictures produziert. Bekannte Filmproduktionen des Unternehmens sind u. a. Ocean’s Eleven und die Matrix-Quadrologie. Darüber hinaus vertreiben sie Filme und DVDs, betreiben verschiedene Freizeitparks sowie einen Radiosender. Die Village Roadshow Gruppe ist dabei wie folgt gegliedert:
- Village Roadshow Limited (VRL), Melbourne
  - Roadshow Distributors Pty. Ltd.
  - Village Roadshow Digital Pty. Ltd.
  - Edge UK Holdings Ltd.
  - Village Cinemas Australia Pty. Ltd (VCA) - Kino:[1]
  - Village Roadshow Entertainment Group Limited (VREG) - Filmproduktion:[1]
    - Village Roadshow Pictures (VRP)
    - Village Roadshow Pictures Asia (VRPA)

  - Village Roadshow Theme Parks group (VRTP) - Themenparks:[1]
    - Warner Bros. Movie World, Oxenford
    - Sea World, Gold Coast
      - Sea World Resort & Water Park

    - Wet’n’Wild Gold Coast
    - Wet'n'Wild Sydney
    - Wet'n'Wild Las Vegas
    - Australian Outback Spectacular, Oxenford
    - Paradise Country, Gold Coast
    - Village Roadshow Studios, Oxenford